# 帕如哈·吐尔逊
帕如哈·吐尔逊（1972年1月23日—），维吾尔族，恐怖组织东突厥斯坦伊斯兰运动成员，为中华人民共和国公安部认定通缉的第三批东突分子之一，被国际刑警组织通缉。

## 犯罪活动
2009年9月，帕如哈·吐尔逊与他人非法出境到中亚某国，后赴南亚某国加入东突厥斯坦伊斯兰运动恐怖活动组织，接受恐怖训练。
自2009年以来，吐尔逊多次进行极端思想和暴力恐怖宣传。2011年5月，吐尔逊发表了恐怖声明视频，号召中国境内极端分子和恐怖活动人员针对中国政府进行恐怖活动。他将该视频散布到30余个网站，供极端分子下载。受其煽动，多名在中国境内的极端分子非法出境参加恐怖训练，部分无法出境的极端分子则在中国境内实施了暴力恐怖活动。